# Nasdaq, Inc.
NASDAQ OMX Group, Inc. (NDAQ) er et amerikansk aktieselskab der ejer og driver NASDAQ-børsen og otte europæiske børser i Armenien, de nordiske lande og de baltiske lande under mærket NASDAQ OMX. Virksomhedens hovedsæde ligger i New York City.

## Historie
2. oktober 2007 købte NASDAQ Boston Stock Exchange. 7. november 2007 underskrev NASDAQ en aftale om at købe Philadelphia Stock Exchange.

### OMXkøbet
25. maj 2007 underskrev NASDAQ en aftale om at købe det svensk-finske OMX der styrer syv skandinaviske og baltiske børser for USD 3,7 mia. (her i blandt Københavns Fondsbørs) 27. februar 2008 blev opkøbet afsluttet og NASDAQ OMX Group var en realitet.